# Алборов Мірза Бакурович
Мірза Бакурович Алборов (рос. Мирза Бакурович Алборов; нар. 17 грудня 1987, Орджонікідзе, РРФСР) — російський футболіст, півзахисник.

## Життєпис
Вихованець молодіжної школи владикавказької «Аланії». 2004 року був заявлений «Аланією» для участі в турнірі дублюючих команд, у дебютний сезон зіграв 11 матчів, забив один м'яч. 19 листопада 2005 року дебютував за клуб, вийшовши на 80-й хвилині матчу на заміну Владиславу Лунзі в домашньому матчі проти московського ЦСКА й за хвилину відзначився гольовою передачею на Спартака Гогнієва. За підсумками сезону «Аланія» залишила Прем'єр-лігу, а сам Алборов вирушив в оренду спершу до аматорського клубу «Владикавказ», а згодом до «Автодору», який виступав у Другому дивізіоні. Далі грав у чорногорському клубі «Морнар», проте у 2009 разом із Георгієм Бедоєвим повернувся до «Автодору». У 2010 році грав за «Нафтохімік» із Нижньокамська.
У серпні 2014 року перейшов до сімферопольської ТСК.
Влітку 2016 року підписав контракт із брянським «Динамо».
У 2019 році у складі збірної Південної Осетії брав участь у чемпіонаті Європи ConIFA та здобув із командою перемогу на турнірі.